# Beltrán de la Cueva
Beltrán de la Cueva (Úbeda 1443 — Cuéllar, 1 de novembro de 1492) foi um nobre castelhano.

## Vida
Em 1456, o rei Henrique IV de Castela hospedou-se na casa do seu pai, Diego Fernández de la Cueva. Como agradecimento às atenções recebidas, o monarca ofereceu ao filho primogénito de D. Diego um posto na Corte. Porém, uma vez que desejava que o seu primogénito e herdeiro se mantivesse no seu feudo, D. Diego pediu que Beltrán ocupasse o lugar de pajem na corte castelhana.
Uma vez na corte, Beltrán de la Cueva ascendeu rapidamente graças às suas excelentes relações com o rei. Em 1458 foi nomeado mordomo do palácio e senhor de Jaén, e em 1461 entrou no Conselho Real, tirando o lugar a Juan Pacheco, marquês de Vilhena, como homem de confiança (valido) de Henrique IV. Paralelamente, o seu irmão Guterre foi nomeado bispo de Palência. Em 1462 foram-lhe concedidos os cargos de conde de Ledesma e mestre da Ordem de Santiago. Também possuía a cidade de Huelma, concedida em 1460 como dote pelo seu matrimónio com Mencia de Mendoza y Luna, sobrinha do poderoso cardeal andaluz Pedro González de Mendoza. D. Diego Fernández de la Cueva foi agraciado com o Viscondado de Huelma que, depois da morte deste, passou para Beltrán de la Cueva, sendo elevado o título a condado, e Beltrán a primeiro conde de Huelma.

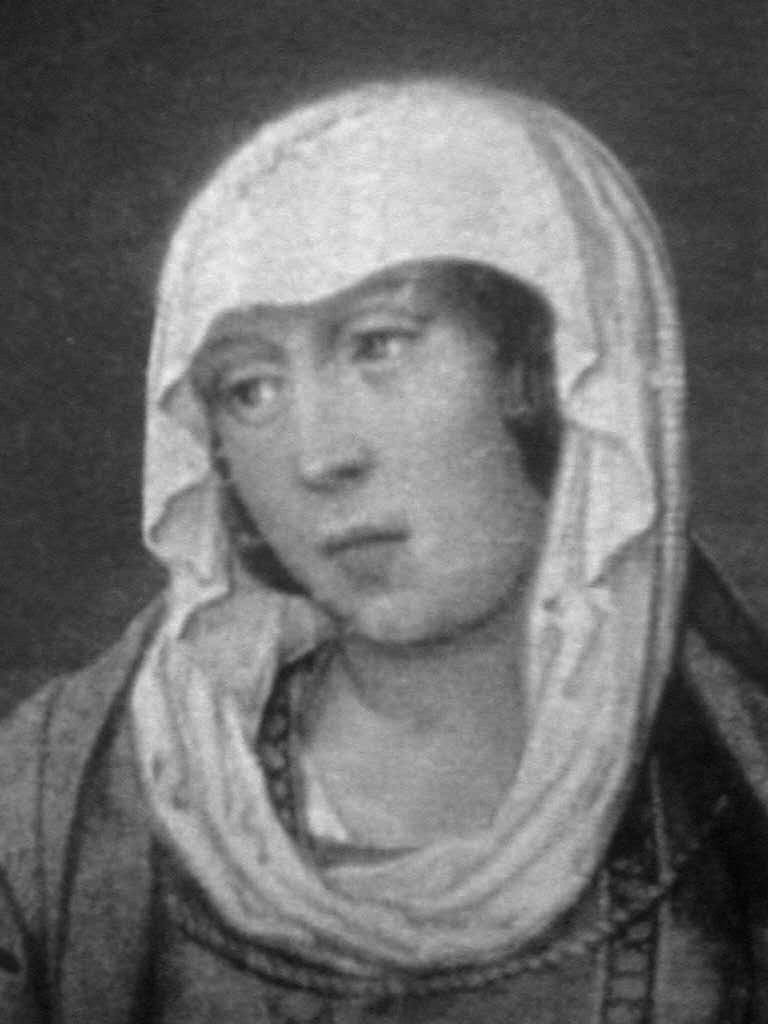
D. Joana de Castela, a Beltraneja, rainha consorte de Portugal, esposa de El-Rei D. Afonso V, rainha de jure de Castela

Esta fulgurante carreira teria provocado a inveja e rancor de numerosos cortesãos e nobres, em especial do Marquês de Vilhena. Ou por tal ser verdade, ou com o objectivo de desacreditá-lo politicamente, começaram a ser difundidos rumores sobre supostas aventuras de Beltrán de la Cueva com a rainha Joana de Portugal, rainha de Castela, e chegou a se afirmar que a princesa Joana não era filha do rei (cognominado de o impotente), mas de Beltrán. Por este motivo, a herdeira ao trono foi apelidada de Joana, a Beltraneja.
As críticas atingiram o nível mais alto com a sua nomeação como Mestre de Santiago, até ao ponto em que Henrique IV se viu obrigado pela primeira vez a tomar medidas contra De la Cueva, como modo a tentar salvar a sua própria face. Em 1463 foi-lhe retirado o cargo de mestre e foi banido da corte, apesar de recompensado com o título de duque de Alburquerque (criado especificamente para si) e com a entrega do castelo de Anguix e o governo das povoações de Roa, Aranda, Molina, Cuéllar e Atienza.
Em 1465 esteve ao lado do rei na chamada Farsa de Ávila, conspiração na qual destacados nobres (entre eles o Marquês de Vilhena e o Arcebispo de Toledo, Alfonso Carrillo) pretendiam depor o rei, e participou da Segunda Batalha de Olmedo (1467) que pôs fim à conspiração. Como recompensa juntou à suas possessões as vilas de Mijares, La Adrada e Colmenar, posteriormente renomeada de Mombeltrán em sua honra.
Contra o que seria de imaginar, Beltrán de la Cueva nunca tomou o partido de sua suposta filha durante a guerra civil castelhana que opôs Joana, a Beltraneja à sua tia Isabel I de Castela entre 1474 e 1479, após a morte de Henrique IV. Pelo contrário, combateu nas fileiras isabelinas durante vários anos, tanto na guerra sucessória como no cerco a Granada de 1491.
Morreu no dia de Todos os Santos de 1492 no seu castelo de Cuéllar.